# Ваготомија
Ваготомијa је хируршка метода којом се живац луталац (вагусни нерв) сече како би се спречила његова нервна стимулација и на тај начин смањило лучење желудачне киселине.

## Релевантна анатомија
Живац луталац (вагусни нерв) је одговоран за парасимпатичку инервацију желуца кроз његово предње и задње стабло. Предње вагусно стабло, које долази од левог вагусног нерва, иде дуж предње површине једњака ка малој кривини желуца, где одаје гране јетру јетре и дуоденум, а потом се наставља дуж мање кривине желуца и даје предње желудачне гране. Задње вагусно стабло, које настаје од десног вагусног нерва, иде дуж задње површине једњака према мањој кривини желуца, и даје гране за предњу и задњу површину желуца, и целијачни корен и наставља мањим задњим огранком (задњим нервом мале кривине). 

## Врсте
Обична ваготомија елиминише аферентну и парасимпатичку инервацију желуца и леве стране попречног колона. Друге технике се фокусирају на гране вагуса које воде од ретроперитонеума до желуца.
Основне врсте ваготомије су трункала и високоселективна ваготомија.

### Трункална ваготомија
Трункална ваготомија (ТВ) укључује поделу главног стабла вагуса (укључујући његову целијакију/хепатичну грану) и денервацију пилоруса; стога је неопходна процедура дренаже пилоруса, као што је дилатација или дисрупција пилоруса (пилормиотомија или пилоропластика) или гастројејуностомија. Ова процедура такође денервира јетру, жучно дрво, панкреас и танко и дебело црево.

### Високо селективна ваготомија
Високо селективна ваготомија (ВСВ) се односи на денервацију само оних грана које инервишу доњи део једњака и желудац (док се оставља задњи нерв мале кривине на месту како би се осигурало да функција пражњења желуца остане нетакнута). ВСВ је један од начина лечења пептичког улкуса.
Високо селективна ваготомија укључује денервацију само фундуса и тела (подручја која садрже париеталне ћелије) желуца (такође се назива ваготомија паријеталних ћелија). Чува снабдевање нерава антрума и пилора; поступак пилоричне дренаже није потребан. Не денервира јетру, жучно стабло, панкреаса или танко и дебело црево. Ова процедура се такође назива проксимална гастрична ваготомија. 

## Начин извођења
Све врсте ваготомије се могу изводити на отвореном трбуху (лапаротомијом) или минимално инвазивним операцијама (лапароскопијом).
За лечење ПУД-а, ваготомија се понекад комбинује са антректомијом (уклањањем дисталне половине желуца) да би се смањила стопа рецидива. Реконструкција се изводи гастродуоденостомијом или гастројејуностомијом (Билрот II). Како у високо селективној ваготомији остаје нетакнут задњи нерв мале кривине,  функција пражњења желуца остаје нетакнута. 

## Индикације
Терапија дуоденалног и гастричног) улкуса
Ваготомија се може користити у хируршком лечењу пептичког (дуоденалног и гастричног) улкуса (ПУД). Ваготомија се некада обично изводила за лечење и превенцију ПУД; међутим, са доступношћу одличне контроле лучења киселине прописивањем антагониста Х2 рецептора, као што су циметидин, ранитидин и фамотидин, и инхибиторима протонске пумпе (ИПП), као што су пантопразол, рабепразол, омепразол и лансопразол, потреба за хируршким лечењем пептичког улкуса се значајно смањила.
Терапија гојазности
Након запажања да су гојазни пацијенти са ПУД-ом изгубили значајну тежину након трункалне ваготомије, ваготомија је почела да се примењују од 1978. године као наменска  за лечење гојазности.